# Velinda
Velinda is een geslacht van kevers uit de familie van de loopkevers (Carabidae). De wetenschappelijke naam van het geslacht is voor het eerst geldig gepubliceerd in 1921 door Andrewes.

## Soorten
Het geslacht Velinda is monotypisch en omvat slechts de volgende soort:
- Velinda lirata Andrewes, 1921